# ساعة المياه جيرون

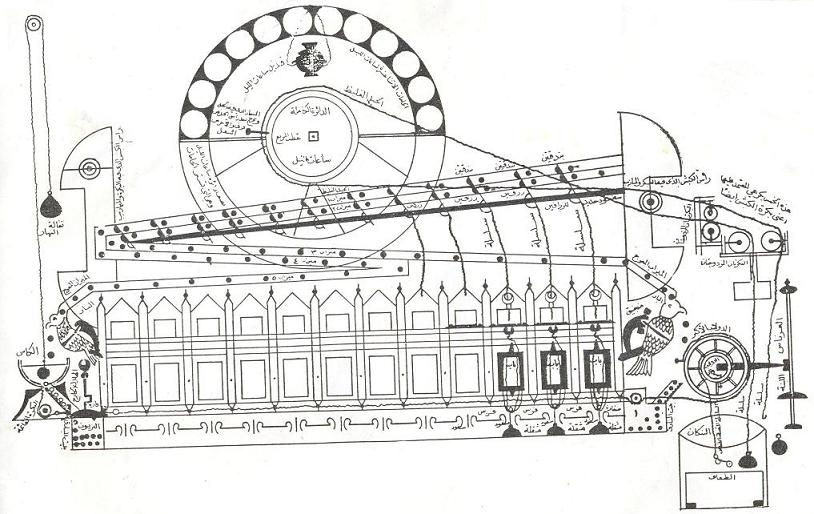
اقتباس من رسالة "حول بناء الساعات واستخداماتها" (انقر للتكبير)

ساعة جيرون المائية، وهي ساعة مائية بناها المهندس المسلم محمد الساعاتي، وُضعت عند بوابة دمشق، عند مخرج المسجد الأموي في القرن الثاني عشر في عهد نور الدين الزنكي.
يوجد وصف كامل للساعة في أطروحة رضوان بن الساعاتي كتاب الساعات والعمل بها التي ألَّفها في عام 1203. تصف هذه الأطروحة إعادة بناء رضوان للساعة المائية التي بناها والده محمد الساعاتي، في عهد نور الدين محمود بن زنكي في دمشق (حكم من 1154 إلى 1174). تتكون واجهة الساعة من جدار خشبي يبلغ عرضه حوالي 4.23 مترًا وارتفاعه 2.78 مترًا. كان هناك صف من الأبواب في هذه الشاشة، وفي كل طرف منها كان هناك شكل صقر. أثناء النهار، كان هناك هلال صغير يتحرك بسرعة ثابتة أمام الأبواب وفي كل ساعة يدور باب ليكشف عن لون مختلف، كانت الصقور تنحني للأمام وتطلق الكريات على الصنج وتستأنف أوضاعها المستقيمة. فوق الأبواب كانت هناك دائرة برجية تدور بسرعة ثابتة. وفوق هذا كان هناك نصف دائرة من اثني عشر ثقبًا دائريًا. أثناء الليل، تٌصبح إحدى هذه الثقوب مضاءة بالكامل كل ساعة، فيُضيء ثقب الساعة الثامنة، ثم ثقب آخر الساعة السابعة، وهلمَّ جرا. إن الساعة تتبع مبدأ آلات أرخميدس المائية وكانت البكرات والحبال تنقل الحركة إلى آليات التنشيط. يمكن رؤية إعادة بناء كاملة الحجم للساعة في المتحف الوطني للتاريخ الطبيعي في أستن في هولندا.

## روابط خارجية
- عبد العزيز الجراكي، "عندما سبق رضوان الساعاتي ساعة بيغ بن بأكثر من ستة قرون"، 2007 (Muslimheritage.com)
- متحف الكاريلون الوطني والطبيعة في أستن

## طالع أيضًا
- دار المكانة
- ساعة الفيل